# KonichiwaTempraSushiNatto
「KonichiwaTempraSushiNatto」（コニチワ・テンプラ・スシ・ナットー）は、2020年4月22日に配信された、日本のシンガーソングライター・meiyoの楽曲。

## 背景
前作『溶ける青春』から約2か月ぶりのリリースとなり、以前までバンドサウンド中心で楽曲制作を行っていたmeiyoが打ち込みで制作した楽曲となっている。
本作の制作途中でハードディスクが壊れデータが消えてしまい、残っていた仮ミックスのデータをそのままリリースしたという。
2023年12月6日に発売のメジャー1stフルアルバム『POP SOS』には、100回嘔吐がプロデュースと編曲を手掛けたバージョンの本楽曲が収録される。

## 収録内容
| #         | タイトル                      | 作詞・作曲・編曲 | 時間 |
| --------- | ----------------------------- | ---------------- | ---- |
| 1.        | 「KonichiwaTempraSushiNatto」 | meiyo            | 2:34 |
| 合計時間: | 合計時間:                     | 合計時間:        | 2:34 |